# COVID-19 у Хмельницькій області
Коронаві́русна хворо́ба 2019 у Хмельни́цькій о́бласті — розповсюдження пандемії коронавірусу територією Хмельницької області.
Перший випадок появи коронавірусної хвороби було виявлено на території Хмельницької області 27 березня 2020 року. Станом на 19 липня зафіксовано 89 071 випадок інфікування, 1885 осіб померло (2,1 %).

## Хронологія

### 2020
27 березня в області було підтверджено перший випадок коронавірусу. Інфікованою виявилася жінка з Хмельницького, що напередодні повернулася з-за кордону..
28 березня на в'їздах до міста встановлено п'ять блокпостів, на яких чергуватимуть медики, поліцейські та рятувальники. Вони перевірятимуть кожен автомобіль для перевірки водія та пасажирів на симптоми.
30 березня згідно зі статистикою МОЗ, в області зареєстровано другий випадок коронавірусу.
1 квітня в області зареєстровано три нових випадки (двоє з Хмельницького та один з Шепетівки), на 10 ранку налічувалось 6 випадків.
2 квітня виявили коронавірус у лікарки Хмельницького військового госпіталю, її госпіталізували із температурою та пневмонією 1 квітня.
Станом на 14 квітня в області зафіксовано 22 хворих, три нові випадки за добу.
16 квітня Міськрада міста ухвалила рішення щодо обов'язкового чергування поліціянтів 19 квітня у Великдень, біля усіх церков Хмельницького.
19 квітня вірус було виявлено у двох жителів жіночого монастиря святого Онуфрія у Головчинцях, яким керує РПЦвУ.
На 7 травня в області зафіксовано 130 хворих, 15 нових за добу.

### 2021
5 березня Хмельницьку область було включено до «помаранчевої» епідеміологічної зони.
3 квітня розгорнули мобільний шпиталь на 120 ліжко-місць у Славуті.
7 квітня в області було введено обмеження «червоної» зони карантину.

## Запобіжні заходи
З 12 березня на Хмельниччині закрилися на карантин: школи, дитячі садки, вищі навчальні заклади, театри та кінотеатри.
29 березня у Хмельницькому було введено посилений карантин: кафе та ресторанам заборонено працювати з 22:00 до 7:00.